# 조토정 (효고현)
조토정(城東町)은 효고현 다키군에 설치되었던 정이다. 현재의 단바사사야마시 남동부에 해당한다.

## 역사
- 1955년 4월 10일 - 히오키촌, 시쓰카와촌, 구모베촌이 합병해 조토촌이 성립하였다.
- 1960년 1월 1일 - 정으로 승격해 조토정이 되었다.
- 1975년 3월 28일 - 사사야마정, 다키정과 합병해 새로운 사사야마정이 성립하였다. 동일 조토정은 폐지되었다.

## 교통

### 철도
- 일본국유철도 사사야마선 (1972년 폐지)

### 도로
- 국도 제372호선 (일본)(일본어판)